# Nationaal Gedenkteken der Joodse Martelaren van België

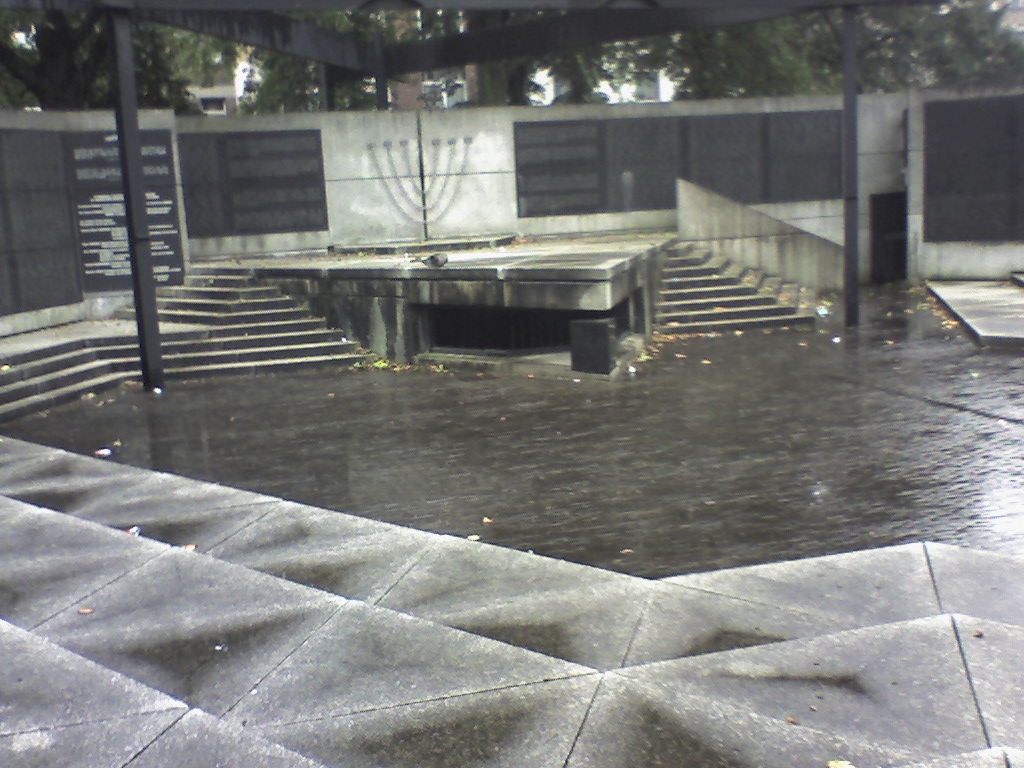

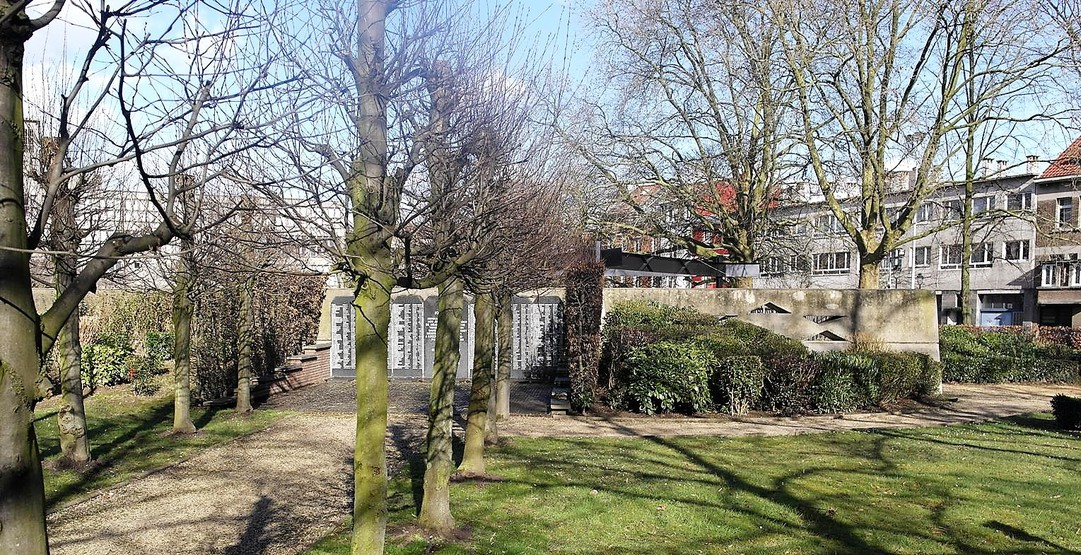

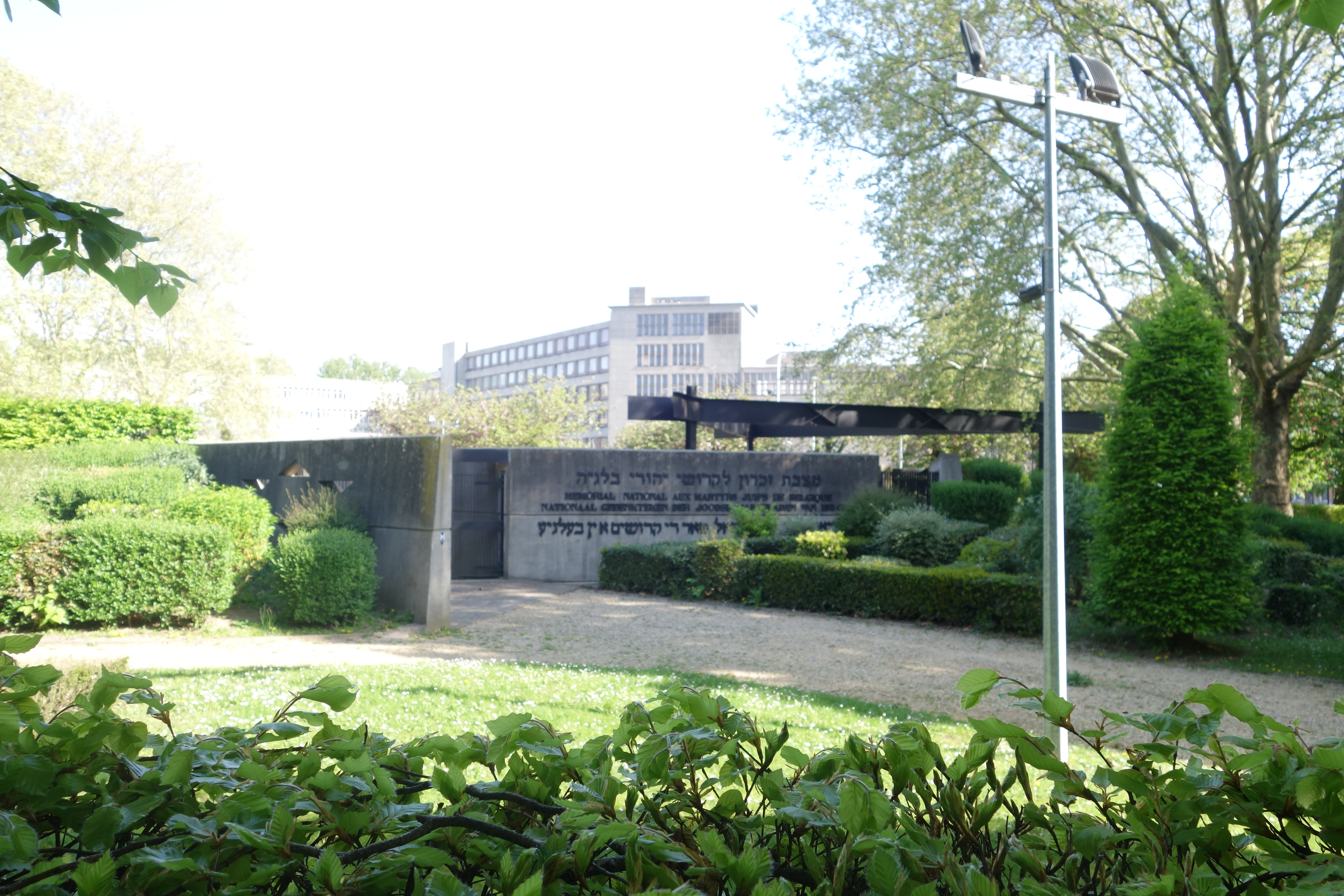

Het Nationaal Gedenkteken der Joodse Martelaren van België (Frans: Mémorial National aux Martyrs Juifs de Belgique) is een herdenkingsmonument voor de Joodse slachtoffers van de Holocaust in België tijdens de Tweede Wereldoorlog. Het monument bevindt zich op het Martelaarsplein in Kuregem, een wijk in de Belgische gemeente Anderlecht in het Brussels Hoofdstedelijk Gewest. Het is een initiatief van de vzw Union des Déportés Juifs de Belgique, Filles et Fils de la Déportation. Het gedenkteken werd officieel ingehuldigd op 19 april 1970, op de verjaardag van de opstand in het getto van Warschau, in het bijzijn van toenmalig premier Gaston Eyskens, burgemeester van Anderlecht Joseph Bracops, de opperrabbijn van België Robert Dreyfus en predikant P. Kahlenberg.
Het gedenkteken is merendeel van de tijd gesloten en wordt enkel geopend via een afspraak met Charles Helholc. Hij is de onofficiële verantwoordelijke van het monument en zet zich samen met de gemeente in voor het onderhoud en de beveiliging. Hij wordt als verantwoordelijke beschouwd door Claude Marinower, de voorzitter van La Fondation du Mémorial.

## Geschiedenis
Oorspronkelijk was het de bedoeling om het memoriaal op te richten in de Dossinkazerne in Mechelen. Deze voormalige legerkazerne was namelijk de verzamelplaats voor de transporten naar Auschwitz-Birkenau. De Dossinkazerne was destijds eigendom van de Belgische overheid, die het niet zag zitten om de kazerne om te vormen tot een gedenkteken en museum. Daarnaast maakte de hoge aankoopprijs het ook onmogelijk om er een memoriaal op te richten. Pas in 1995 werd het Joods Museum van Deportatie en Verzet geopend.
Uiteindelijk kwam het initiatief van Joseph Bracops, de burgemeester van de gemeente Anderlecht van 1947 tot 1966. Bracops was zelf een overlevenden van de concentratiekampen. Na de Tweede Wereldoorlog besloot hij om een stuk grond in Kuregem ter beschikking te stellen voor de bouw van een gedenkteken. Het gedenkteken werd uiteindelijk gebouwd op de oude locatie van de loodwitfabriek Debbaudt. Na de Tweede Wereldoorlog liet Joseph Bracops een nieuw structuurplan maken waardoor mens- en milieubelastende bedrijven werden afgebroken, waaronder ook de fabriek.

### Kuregem
Kuregem is een wijk in Anderlecht en was tot aan de Tweede Wereldoorlog een industrieel zwaartepunt. Dit maakte de wijk interessant voor nieuwkomers uit het buitenland. Joodse immigranten kwamen in opeenvolgende golven terecht in de Anderlechtse wijk. Het ging voornamelijk over mensen uit Oost-Europa die tijdens het interbellum vluchtten voor het opkomende antisemitisme. De eerste gemeenschap van Joden bevond zich rond het Zuidstation van Brussel. In 1933 verplaatsten ze zich meer naar het centrum, namelijk in de buurt van de synagoge die toen net nieuw was. De Joodse immigranten hadden een groot aandeel in de lokale economie van de wijk, mede dankzij de kleinere familiebedrijven die ze er oprichtten. Geleidelijk aan werden ze de motor achter de bloei van de textielindustrie in Kuregem.

### Wedstrijd
Voor het ontwerp van het gedenkteken werd er een wedstrijd uitgeschreven. De wedstrijd vond plaats in 1964 en werd georganiseerd door de Koninklijke Federatie der Architectenverenigingen van België (FAB). Uit de 24 kandidaten werd André Godart verkozen als winnaar. Voor de bouw van het gedenkteken kreeg hij de steun van architect Odon Dupire en de studiebureaus Jacques Lewin en Louis Cantor. Het project werd grotendeels gefinancierd door donaties van de Joodse Gemeenschap, met een kleine bijdrage vanuit de Belgische Staat.

## Gedenkteken
Het gedenkteken bestaat uit hoge betonnen platen die samen een zeshoek vormen. Enerzijds is dit een verwijzing naar de Davidster, anderzijds staat het ook symbool voor een gebroken gemeenschap. Bovendien zorgen deze platen ervoor dat het memoriaal afgeschermd is van de buitenwereld waardoor het kan dienen als een openluchtsynagoge. Aan de binnenkant staan er granietplaten met daarop 25.000 namen van alle Joden die tussen 4 augustus 1942 en 31 juli 1944 zijn gedeporteerd naar Auschwitz-Birkenau en niet terugkeerden. De inscripties zijn in vier talen: Hebreeuws, Nederlands, Frans en Jiddisch. Verder is er ook een plaat met de 242 namen van Joodse verzetsstrijders gedurende de Tweede Wereldoorlog.
Daarnaast is er ook een podium, gericht naar het oosten, wat tegelijkertijd ook als altaar dient. Achter het podium is er een muurmotief van stalen kettingen dat de vorm heeft van een menora. Alleen heeft de kandelaar hier slechts zes armen. Dit verwijst naar een gebroken gemeenschap. De stalen kettingen zijn een symbool voor de kazerne waaruit de slachtoffers werden gedeporteerd. Boven het podium lopen er twee metalen balken, een verwijzing naar de sporen waarlangs de gedeporteerden naar de kampen werden gebracht. Samen met het verhoog wordt er een davidster gevormd.Bovendien ligt er ook een register met verschillende getuigenverklaringen (brieven, boeken en verhalen). Verder liggen er ook perkamenten met de namen van slachtoffers die uit andere landen werden gedeporteerd.Ten slotte is er onder het memoriaal ook een crypte.

## Bescherming en restauratie
Vanaf de opening van het memoriaal zijn er al problemen met de veiligheid en bescherming ervan. In maart 1973 werden de tegels van de crypte omgedraaid. Vervolgens werd een van de granieten platen geplunderd in 1981. Hierna werd er prikkeldraad geïnstalleerd rondom het memoriaal. Toch verbeterde het er niet op, in de jaren die volgden, speelden kinderen er voetbal, marmeren platen werd gebroken en de crypte werd een slaapplaats voor krakers.
Op 5 september 2001 startte de procedure om het memoriaal officieel te herkennen, en zo meer bescherming te geven Deze classificatieprocedure werd uitgevoerd door de afdeling Monumenten en Landschappen van het Brussels Hoofdstedelijk Gewest, op aanvraag van la Fondation Mémorial. Het memoriaal is sinds 23 oktober 2003 een officieel monument, erkend door het Brussels Hoofdstedelijk Gewest. Dit betekende niet dat de veiligheidsproblemen en het vandalisme onmiddellijk verdwenen, integendeel. In 2006 werd er een urne uitgestrooid, mensen vernietigden etalages en documenten zoals het perkament met de namen van slachtoffer die uit andere landen werden gedeporteerd.
Het gedenkteken is gerestaureerd in 2013 dankzij een samenwerking van het Joods Museum van Brussel, de Stichting voor het Jodendom in België, de Stichting voor het Monument van de Joodse Martelaren, de Unie van de Joodse Gedeporteerden en de Vereniging van het Verborgen Kind. Isidore Zielonka was de verantwoordelijke architect. De werken werden uitgevoerd door Origin, een studiebureau, en Rebeton. Zij reinigden de granieten platen, gaven het monument een behandeling tegen corrosie, schilderden de metalen structuur en maakte de crypte opnieuw waterdicht.
In 2014 ging het opnieuw slechter. Tijdens de inauguratie van een gedenkplaat ter herinnering aan Isidore Zielonka, een van de mede-oprichters van het monument, werden er stenen gegooid naar de twintig aanwezigen. Charles Helholc organiseerde voortaan nog enkel bezoeken op afspraak. De terroristische aanslag op het Joods Museum op 24 mei 2014 zorgde ervoor dat het monument sloot tot de rust was teruggekeerd. Sindsdien is het memoriaal voor het merendeel van de tijd gesloten.